# Арзуманян Вардкес Зіноверович
Арзуманян Вардкес Зіноверович (нар. 15 лютого 1963, м. Баку, Азербайджан) — український підприємець, ресторатор. Проживає у Львові.

## Життєпис
Народився 15 лютого 1963 року в столиці Азербайджану — Баку, в родині вчителів.
Коли 1988-го року почались вірменські погроми, виїхав до Єревана, батьки — до Львова.
1981—1987 роки — навчався в інституті народного господарства у Ростові-на-Дону за фахом економіста.
Чотири роки працював в одній з філій Газпрому.
В 1993 році перебрався в Львів до матері, батька вже не було. Став засновником і директором «ІКФ Інтехна».
За два роки відкрив ресторан «Тарон». Згодом ще три — «Кентавр», «Монс Піус», «Шампанерія»
3 2002 року — помічник Народного депутата Ю.В. Тимошенко
З 2006 року — обраний депутатом Львівської міської ради за списками БЮТ, член постійної депутатської комісії комунального майна та власності.
Президент гільдії рестораторів міста Львова, член Комітету підприємців Львівщини, заступник голови Залізничної РО ВО Батьківщина.

## Проєкти
Заснував компанію «Restaron» в 1995 р, створивши свій перший проєкт «Тарон»
У 2007 році відкрив другий свій заклад — кафе «Кентавр», в якому представлена львівська кухня. У Кентаврі діє постійна експозиція колекції меню князя Курнонського, які є частиною колекції меню Арзуманяна, що нараховує близько 2000 примірників.
У 2010 році закінчив роботу над третім рестораном — «Монс Піус». Це м'ясний ресторан, розташований в приміщенні колишнього однойменного банку-ломбарду, першого у Львові, який проіснував близько 300 років до 40-х років ХХ століття.
У 2014 році на світ з'явилася «Шампанерія „Х&Х“». Шампанерія стала першим подібним закладом в Україні. У ній увага сконцентрована на трьох продуктах — хачапурі, хот дог та ігристе вино.
У 2016 році народився проєкт «Libraria Speak Easy Bar». Це класичний speak easy bar, поєднаний з джаз клубом. Перший такого роду заклад у Львові.
В 2019 році відкрив двері винний бар «Пара Джанов і Портвейн». Головною та єдиною стравою закладу є «Женгалов хац» — традиційна вірменська паляниця з начинкою з 15 видів трав. Концепцією закладу була спроба подивитись на ідею очима Сергія Параджанова, який народився в Грузії, а жив у Вірменії та Україні. 

## Особисте життя
Одружений, батько двох дітей. Дружина Лариса, донька Еліна та син Давид.